# Sigrid Lindström
Sigrid Lindström, född Posse 18 december 1856, död 3 november 1946, var en svensk kvinna som överlevde förlisningen av RMS Titanic.
Sigrid Lindström var dotter till major greve Knut Posse och Louisa Aminoff. Hon gifte sig 24 juli 1888 med kapten Carl Johan Lindström. Paret hade tre döttrar. 
Hon var en av fyra svenskar som reste i första klass på Titanic: vid sidan av Mauritz Håkan Björnström-Steffansson, Frans Olof Carlsson och Erik Gustaf Lind. Hon hade biljettnummer 112377. Hon hade besökt USA året innan, och skulle denna gång besöka en bekant i New York. Hon hade tillbringat en tid i Paris, och steg ombord i Cherbourg. 
I egenskap av kvinnlig passagerare i första klass hade Sigrid Lindström inga svårigheter att få en plats i en livbåt. Under resan blev hon bekant med Björnström-Steffansson och Erik Gustaf Lind, som eskorterade henne till livbåt nummer 6. Hon stämde vita stjärnan på kompensation för sitt förlorade bagage. 
Hon avled 1946 på Lindingö.